# Manisa
Magnésie
Pour les articles homonymes, voir Magnésie.
Manisa, ou Magnésie selon la forme francisée, est une ville de Turquie, préfecture de la province du même nom. Elle est placée sur le site de l'antique Magnésie du Sipyle.

## Histoire

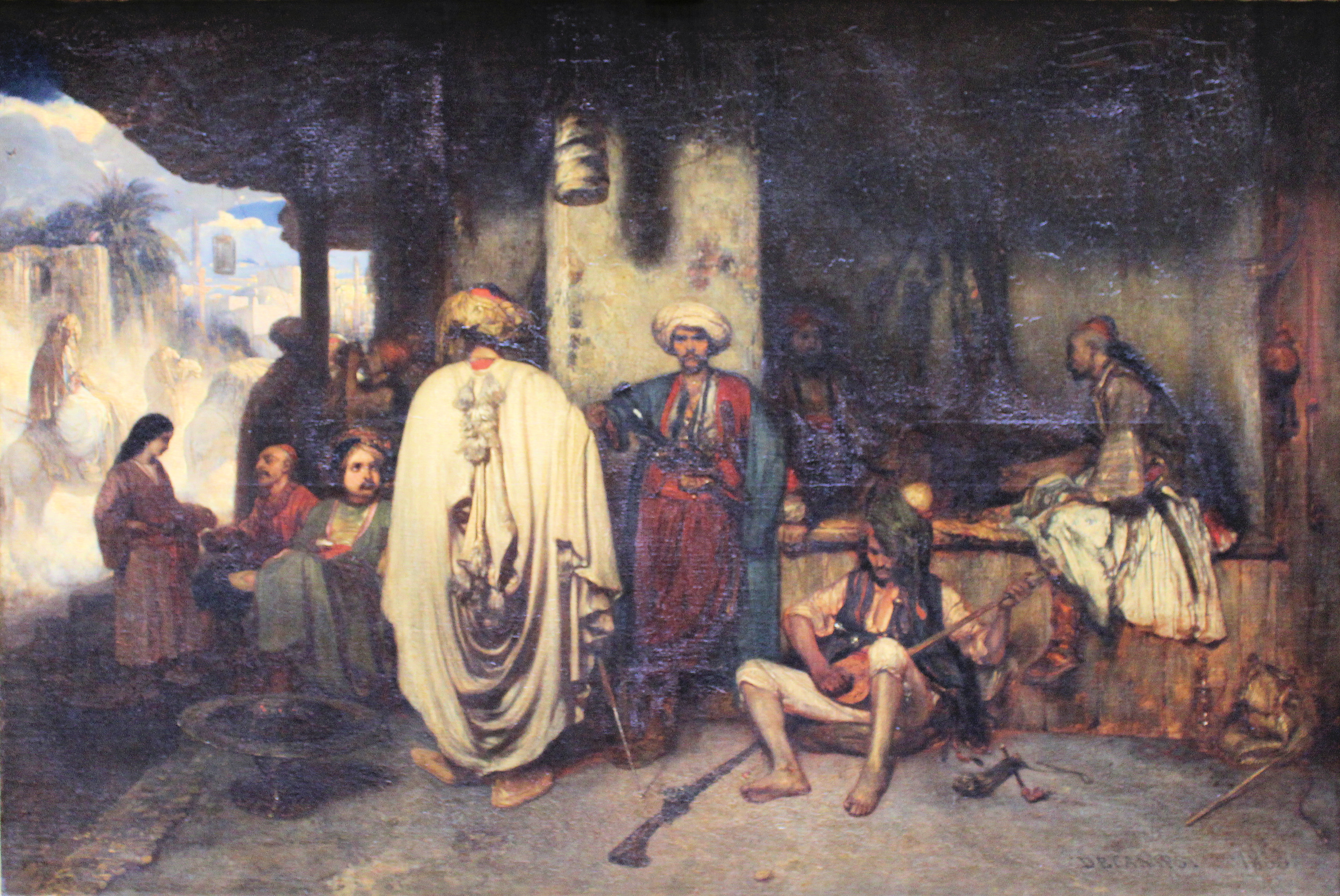
Corps de garde turc sur la route de Smyrne à Magnésie
Alexandre-Gabriel Decamps
Chantilly, musée Condé

À proximité de Magnésie du Sipyle, dans une plaine, au confluent du fleuve Hermos et de la rivière Phrygie, eut lieu durant l'hiver 190-189 av. J.-C. la bataille décisive de la guerre menée par les Romains contre le roi séleucide Antiochos III. Elle fut remportée par le consul Lucius Cornelius Scipion, qui y gagna son surnom d’Asiaticus.
La ville fit partie de l'Empire romain, puis de l'Empire byzantin. Elle devint au XVe siècle partie de l'Empire ottoman.
Le peintre orientaliste Alexandre-Gabriel Decamps situe en 1833 son tableau d'un corps de garde turc, sur la route entre Smyrne et Magnésie. 

## Personnalités liées à la ville
- Bahadır Yenişehirlioğlu, acteur turc, y est né.

### Liens externes

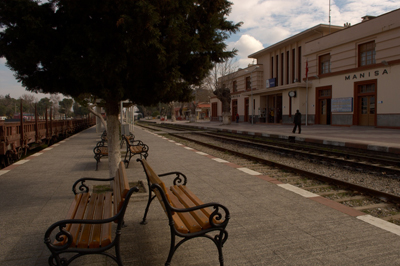
Gare de Magnésie